# Jono (Bayan)
Jono is een bestuurslaag in het regentschap Purworejo van de provincie Midden-Java, Indonesië. Jono telt 1314 inwoners (volkstelling 2010).